# Laurids Stistrup
Laurids Christensen Stistrup (født november 1692 i Ullits, død 14. juli 1766 i København) var en dansk legatstifter.
Han var søn af sognepræst, provst, magister Christen Christensen Stistrup (1651-1712, gift 1. gang 1677 med Appolonia Eskesdatter, 1631-1689, gift 1. gang 1662 med sognepræst i Ullits og Fovlum, provst Poul Christensen Ullits, 1626-1676) og Else Lauridsdatter Bhie (død 1730).
Som købmand i Hobro tjente han sig nogen formue, og da hans ægteskab med Christine Marie Sønderborg (død 1752) var barnløst, skænkede ægtefællerne ved fundats af 2. december 1748 størstedelen af deres midler, 7 bankaktier lydende på 500 rigsdaler, men hvis værdi dengang var 1000 rigsdaler stykket, til et legat til uddeling af Bibler blandt almuen i Kongeriget Danmark og den dansktalende del af Slesvig og bestemte samtidig et dem tilhørende hus i København til grundfond for et lignende legat for Norge. Da Stistrups hustru var død, flyttede han til København og vedblev her med stor selvfornægtelse at forøge sin formue: det norske legat blev kompletteret til 4 bankaktier; i 1755 skænkede han 600 Bibler og 1700 Ny Testamenter til almuen på Island; i 1765 gav han til kirkerne i Danmark og Norge så mange Bibler, Brochmanns postiller og salmebøger, som behøvedes til bibellæsning på de søndage, hvor der var messefald, og forskellige ældre andagtsbøger lod han optrykke og uddele i Danmark og på Færøerne. Stistrup døde i København 14. juli 1766. Hans stiftelse bestod endnu omkring år 1900.
Han er begravet på Helligåndskirkens kirkegård.